# Lamea
Lamea is een bestuurslaag in het regentschap Belu van de provincie Oost-Nusa Tenggara, Indonesië. Lamea telt 1314 inwoners (volkstelling 2010).